# Short track ai XXIII Giochi olimpici invernali - 3000 m staffetta femminile
La gara dei 3000 metri staffetta femminile di short track dei XXIII Giochi olimpici invernali di Pyeongchang si è svolta tra il 10 e il 20 febbraio 2018 presso l'arena del ghiaccio di Gangneung.
La squadra sudcoreana ha conquistato la medaglia d'oro, mentre l'argento e il bronzo sono andati rispettivamente alla squadra italiana e a quella olandese.

## Record
Prima della manifestazione il record del mondo e il record olimpico erano i seguenti:
| Record mondiale | 4'04"222 | Corea del Sud Choi Min-jeong Kim Geon-hee Kim Ji-yoo Shim Suk-hee | 12 novembre 2016 Salt Lake City, Stati Uniti d'America |
| Record olimpico | 4'06"610 | Cina Sun Linlin Wang Meng Zhang Hui Zhou Yang                     | 24 febbraio 2010 Vancouver, Canada                     |

Durante la competizione è stato battuto il seguente record:
| Data        | Evento       | Atleta                                                              | Nazione       | Tempo    | Record                            |
| ----------- | ------------ | ------------------------------------------------------------------- | ------------- | -------- | --------------------------------- |
| 10 febbraio | Semifinale 1 | Shim Suk-hee Choi Min-jeong Kim Ye-jin Lee Yu-bin                   | Corea del Sud | 4'06"387 | Record olimpico                   |
| 10 febbraio | Semifinale 2 | Fan Kexin Han Yutong Qu Chunyu Zhou Yang                            | Cina          | 4'05"315 | Record olimpico                   |
| 20 febbraio | Finale B     | Suzanne Schulting Yara van Kerkhof Lara van Ruijven Jorien ter Mors | Paesi Bassi   | 4'03"471 | Record mondiale · Record olimpico |

## Risultati

### Semifinali
Semifinale 1
| Pos. | Nazione                      | Atlete                                                                         | Tempo    | Note |
| ---- | ---------------------------- | ------------------------------------------------------------------------------ | -------- | ---- |
| 1    | Corea del Sud                | Shim Suk-hee Choi Min-jeong Kim Ye-jin Lee Yu-bin                              | 4'06"387 | QA,  |
| 2    | Canada                       | Marianne St-Gelais Kim Boutin Jamie Macdonald Kasandra Bradette                | 4'07"627 | QA   |
| 3    | Ungheria                     | Petra Jászapáti Andrea Keszler Sára Bácskai Bernadett Heidum                   | 4'09"555 | QB   |
| 4    | Atleti Olimpici dalla Russia | Sofia Prosvirnova Ekaterina Konstantinova Ekaterina Efremenkova Emina Malagich | 4'21"973 | QB   |

Semifinale 2
| Pos. | Nazione     | Atlete                                                              | Tempo    | Note |
| ---- | ----------- | ------------------------------------------------------------------- | -------- | ---- |
| 1    | Cina        | Fan Kexin Han Yutong Qu Chunyu Zhou Yang                            | 4'05"315 | QA,  |
| 2    | Italia      | Arianna Fontana Lucia Peretti Cecilia Maffei Martina Valcepina      | 4'05"918 | QA   |
| 3    | Paesi Bassi | Suzanne Schulting Yara van Kerkhof Lara van Ruijven Jorien ter Mors | 4'05"977 | QB   |
| 4    | Giappone    | Hitomi Saitō Sumire Kikuchi Ayuko Itō Yuki Kikuchi                  | 4'12"664 | QB   |

### Finali
Finale A
| Pos.    | Nazione       | Atlete                                                          | Tempo    | Note |
| ------- | ------------- | --------------------------------------------------------------- | -------- | ---- |
| Oro     | Corea del Sud | Shim Suk-hee Choi Min-jeong Kim Ye-jin Kim A-lang               | 4'07"361 |      |
| Argento | Italia        | Arianna Fontana Lucia Peretti Cecilia Maffei Martina Valcepina  | 4'15"901 |      |
| -       | Cina          | Fan Kexin Li Junyu Qu Chunyu Zhou Yang                          | -        | PEN  |
| -       | Canada        | Marianne St-Gelais Kim Boutin Valérie Maltais Kasandra Bradette | -        | PEN  |

Finale B
| Pos.   | Nazione                      | Atlete                                                                         | Tempo    | Note                              |
| ------ | ---------------------------- | ------------------------------------------------------------------------------ | -------- | --------------------------------- |
| Bronzo | Paesi Bassi                  | Suzanne Schulting Yara van Kerkhof Lara van Ruijven Jorien ter Mors            | 4'03"471 | Record mondiale · Record olimpico |
| 4      | Ungheria                     | Petra Jászapáti Andrea Keszler Sára Bácskai Zsófia Kónya                       | 4'03"603 |                                   |
| 5      | Atleti Olimpici dalla Russia | Sofia Prosvirnova Ekaterina Konstantinova Ekaterina Efremenkova Emina Malagich | 4'08"838 |                                   |
| 6      | Giappone                     | Hitomi Saitō Sumire Kikuchi Shione Kaminaga Yuki Kikuchi                       | 4'13"072 |                                   |